# تپه گلابر گولی
تپه گلابر گولی مربوط به عصر آهن است و در شهرستان ایجرود، بخش مرکزی، دهستان گلابر، روستای قره دره، ۱۴۱۰ متری شرق روستا واقع شده و این اثر در تاریخ ۱۵ دی ۱۳۸۷ با شمارهٔ ثبت ۲۴۰۴۷ به‌عنوان یکی از آثار ملی ایران به ثبت رسیده است.